# Angelo Sommaruga
Angelo Sommaruga (Milano, 23 dicembre 1857 – Milano, 14 novembre 1941) è stato un editore, scrittore e gallerista italiano.

## Biografia
Angelo Sommaruga iniziò la sua avventura editoriale appena diciannovenne a Cagliari nel 1876 per poi trasferirsi a Milano, ma fu a Roma, tra il 1881 e il 1885, che diventò un editore famosissimo grazie alle riviste Cronaca Bizantina e Forche Caudine alle quali collaborarono i più famosi intellettuali dell'epoca (Giosuè Carducci, Edoardo Scarfoglio, Matilde Serao, Ugo Fleres, Olindo Guerrini, Pietro Sbarbaro, Giulio Salvadori, Gabriele D'Annunzio e tanti altri). Nel 1882 propose a Gabriele D'Annunzio il suo primo contratto editoriale per pubblicare i suoi volumi Canto Novo e Terra Vergine, instaurando un duraturo rapporto di amicizia oltre che professionale.
Tra le opere pubblicate come editore si ricordano: i Levia gravia e Confessioni e battaglie di Carducci, La desinenza in A di Dossi, le Horae subsecivae di Ruggiero Bonghi, Canto novo e Terra vergine di D'Annunzio. Oltre che opere letterarie la casa editrice pubblicò anche lavori di tipo scientifico quali, ad esempio, alcuni testi di Michele Lessona: In Egitto; la caccia della jena, Naturalisti italiani, Le cacce in Persia. Pubblicò, inoltre, il quotidiano «Nabab» e «La domenica letteraria». Come autore pubblicò alcuni libri sotto lo pseudonimo di "Dottor Pertica".
Nel 1885, per uno scandalo causato dalla pubblicazione su Le Forche Caudine, rivista da lui pubblicata, di scritti satirici del suo direttore Pietro Sbarbaro, fu processato e condannato a sei anni per truffa. Di questa vicenda scrisse in Giudicatemi (Firenze, Tipografia dell'arte della stampa, 1885) e in Cronaca bizantina: 1881-1885: note e ricordi (Milano, A. Mondadori, 1941).
Durante l'esilio in Argentina fondò una nuova Casa editrice, la Casa Editrice Sommaruga e C. e acquisì il quotidiano La Patria Italiana portavoce della colonia italiana fondato dal bresciano Basilio Cittadini nel 1876 e dal 1º maggio 1887 diretto da Attilio Valentini, originario di Portorecanati. Contemporaneamente, seguendo la sua innata passione per l'arte, iniziò a commercializzare in tutto il Sud-America opere di artisti italiani, tra cui Francesco Paolo Michetti, suo caro amico di vecchia data.
Successivamente acquisì una notevole agiatezza economica e si trasferì a Parigi dove intraprese una brillante attività di mercante d'arte. Aprì una galleria in 24, Rue Boissonade nel XIV arrondissement  della capitale francese.
Come gallerista propose quasi esclusivamente artisti americani tra cui: Miller, Morrice, Merrit-Chase, Hassam, Bunny, Frieseke, Obeteuffer, Scott, Raphael, Higgins, Henri. Tra gli artisti italiani favorì quelli che operavano nella Ville Lumiere, tra cui: Michetti, Zandomeneghi, Macchiati, Lionello Balestrieri, Pietro Scoppetta, Tito, Egisto Lancerotto, Eduardo Dalbono, Mancini e il genero Ulisse Caputo. Tra i novecentisti propose Tozzi, de Pisis, Medardo Rosso, Severini.
Vista la sua ampia disponibilità economica, come collezionista predilesse opere degli impressionisti che acquistava dai colleghi Durant-Ruel e Georges-Petit. Nella sua collezione compaiono dipinti di Renoir, Monet, Degas, Sisley, Pissarro, Paul Cézanne e numerosi altri artisti francesi che spesso gli proponevano direttamente le proprie opere.
Negli ultimi anni della sua vita rientrò in Italia. Venne riaccolto negli ambienti culturali e artistici con tutti gli onori che si dovevano a un personaggio famoso; si occupò quindi di ampliare la sua preziosa biblioteca e la sua ormai famosissima collezione d'arte, acquistando opere di artisti tedeschi, austriaci, svizzeri e olandesi.
Sponsorizzò alcune grandi monografie d'arte dei pittori prediletti, Boldini, Zandomeneghi e De Nittis, dei quali possedeva numerosissime opere che successivamente donò a Musei e Fondazioni.
Angelo Sommaruga ebbe una figlia, Maria, che sposò a Parigi il pittore salernitano Ulisse Caputo, dal quale ebbe tre figli: Gildo, Aldo e Adelina. Solo Gildo si occupò d'arte, fondando a Parigi in Frauborg Saint Honorè, insieme a Myriam Prèvot la Galerie de France , dove trovarono spazio le opere dei grandi astrattisti degli anni cinquanta.
Dopo la sua morte l'intera collezione fu custodita gelosamente dalla figlia Maria sino alla sua scomparsa e successivamente dal nipote Aldo. Solo recentemente si è iniziata una catalogazione delle opere, che in parte sono state cedute per la realizzazione di una Fondazione che avrà lo scopo di far conoscere alle nuove generazioni la storia di questo pioniere dell'editoria, intrepido intellettuale e facoltoso mecenate, orgoglio della cultura Italiana.